# Eugênio Medgyessy
Megyesy Jenő, conhecido no Brasil como Eugênio Medgyessy ou Marinetti (Géderlak, 23 de dezembro de 1889 – Monaco, 17 de novembro de 1973) foi um treinador e futebolista húngaro naturalizado argentino que atuou como meia.

## Carreira

### Como jogador
Em toda a sua carreira como meia-atacante, atuou apenas no Ferencváros TC, por quase 13 anos, conquistando quatro Campeonatos Húngaros e uma Copa da Hungria.

### Como treinador
No Brasil, treinou Botafogo, Fluminense, Atlético Mineiro, Palestra Itália (atual Palmeiras) e São Paulo.
E na Argentina, treinou San Lorenzo, Racing e River Plate.

## Estatísticas

### Como jogador
| Anos      | Clubes      | J  | V | E | D | GM |
| --------- | ----------- | -- | - | - | - | -- |
| 1907–1919 | Ferencváros | 47 |   |   |   | 0  |

### Como treinador
| Anos                | Clubes                               | J  | V  | E  | D  | GP  | GC | SG  | %      |
| ------------------- | ------------------------------------ | -- | -- | -- | -- | --- | -- | --- | ------ |
| 1927–1928           | Fluminense                           | 43 | 26 | 6  | 11 | 111 | 70 | 41  | 65,12% |
| 1928 1929 1930–1931 | Atlético-MG[carece de fontes?]       | 53 | 35 | 12 | 6  | 223 | 82 | 141 | 73,59% |
| 1929 1932           | Palestra Itália-SP (atual Palmeiras) | 10 | 7  | 1  | 2  |     |    |     | 73,33% |
| 1932–1933           | São Paulo                            | 13 | 12 | 1  | 0  | 45  | 8  | 37  | 94,87% |

## Títulos

### Como jogador
Ferencváros
- Campeonato Húngaro: 1909–10, 1910–11, 1911–12 e 1912–13
- Copa da Hungria: 1912–13

## Campanhas de destaque

### Como jogador
Ferencváros
- Campeonato Húngaro: 1907–08, 1913–14, 1917–18 e 1918–19 (vice-campeão em ambas as quatro)

### Como treinador
Fluminense
- Torneio Início do Campeonato Carioca: 1927 (campeão, porém, o torneio foi anulado)[5]